# Staurastrum pungens
Staurastrum pungens  là một loài Song tinh tảo trong họ Desmidiaceae, thuộc chi Staurastrum.